# Олимпийский комитет Китайского Тайбэя
Олимпийский комитет Китайского Тайбэя (кит. трад. 中華奧林匹克委員會, упр. 中华奥林匹克委员会, пиньинь Zhōnghuá Táiběi Àolínpǐkè Wěiyuánhuì) — организация, представляющая Тайвань в международном олимпийском движении. Основан и зарегистрирован в МОК в 1960 году.
Штаб-квартира расположена в Тайбэе. Является членом Международного олимпийского комитета, Олимпийского совета Азии и других международных спортивных организаций. Осуществляет деятельность по развитию спорта на Тайване.